# Манжелія (річка)
Манжелі́я (також: Манжалія, Манжелійка) — річка в Україні, в межах Глобинського району Полтавської області. Права притока Псла (басейн Дніпра).

## Опис
Довжина річки 21 км, площа басейну 117 км². Похил річки 1,5 м/км. Річище помірно звивисте, в деяких місцях пересихає; є заболочені ділянки. Споруджено кілька ставків (0,6 км²). Боліт — 0,9 км².

## Розташування
Манжелія бере початок на північний захід від села Весела Долина. Тече переважно на південний схід. Впадає до Псла біля південної околиці села Манжелії.